# Placa de Chiloé
La placa de Chiloé es una microplaca tectónica en el borde sudoccidental de la placa Sudamericana cuando se encuentra con las placas de Nazca y Antártica. Los límites de la microplaca están determinados por la falla Liquiñe-Ofqui en la cordillera de los Andes y la falla de Lanalhue en el norte.
Los movimientos de esta placa han producido el relieve de la Región de la Araucanía, afectando el macizo de la cordillera de Nahuelbuta y el cordón de cerros Ñielol-Humpil, además del alineamiento de los volcanes Villarrica, Quetrupillán y Lanín, paralelo a la falla Mocha-Villarrica, y los cordones montañosos de los volcanes Tolhuaca, Lonquimay, Llaima y Sollipulli, siendo algunos de estos volcanes los más activos de Chile y de América del Sur.

## Megaterremoto de Valdivia

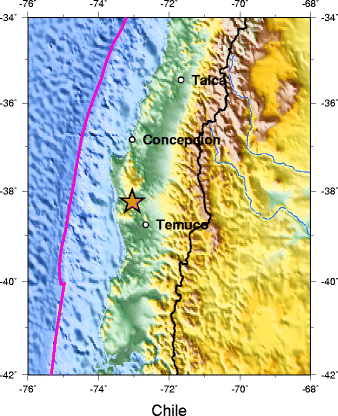
Epicentro final del terremoto USGS.

Luego de diversos estudios, se llegó a un consenso en las bases de la USGS proponiendo el verdadero epicentro e hipocentro del terremoto de Valdivia de 1960, que se habría ubicado en tierra, en la confluencia de la placa de Chiloé.
A causa de la magnitud del maremoto que siguió al megaterremoto de Valdivia, primero se postuló que su epicentro había sido en el mar; sin embargo, esto era erróneo, debido a que este sismo sucedió en la falla de Lanalhue, en plena cordillera de Nahuelbuta, que se levantó durante siglos por el choque entre los límites de las placas. Posteriormente, ocurrió una compactación del suelo de la zona del sismo, lo que causó inundaciones y cambió cursos de ríos —como el Imperial— y provocó el nacimiento de gran cantidad de humedales en Trovolhue, obligando a trasladar el pueblo a una zona más alta, y el lago Budi, y modificó las riberas de los ríos Toltén, Queule, y Cruces —este último fue el más afectado, pasando de ser un típico río de 150 a 200 m a uno con anchos mayores a 2 km, convirtiéndose en el principal humedal de Chile—. En realidad, la ubicación del epicentro se estableció en las cercanías de Capitán Pastene.

## Localización
La placa se extiende entre los paralelos 37° 37′ S 073° 39′ W en el puerto de Lebu con el inicio de la falla de Lanalhue y los 46° 47′ 50″ S, 74° 4′ 4″ W en el istmo de Ofqui en el fin de la falla Liquiñe-Ofqui y en la triple confluencia de las placas Sudamericana, Antártica y de Nazca, lo cual comprende las regiones chilenas de la Araucanía, los Ríos, los Lagos, Aysén y la parte sur de la región del Biobío.